# Thysanozoon nigropapillosum
Ver plat ciel étoilé
Espèce
Thysanozoon nigropapillosum (appelé en français Ver plat ciel étoilé) est une espèce de vers plats polyclades marins du genre Thysanozoon et de la famille des Pseudocerotidae. 

### Publication originale

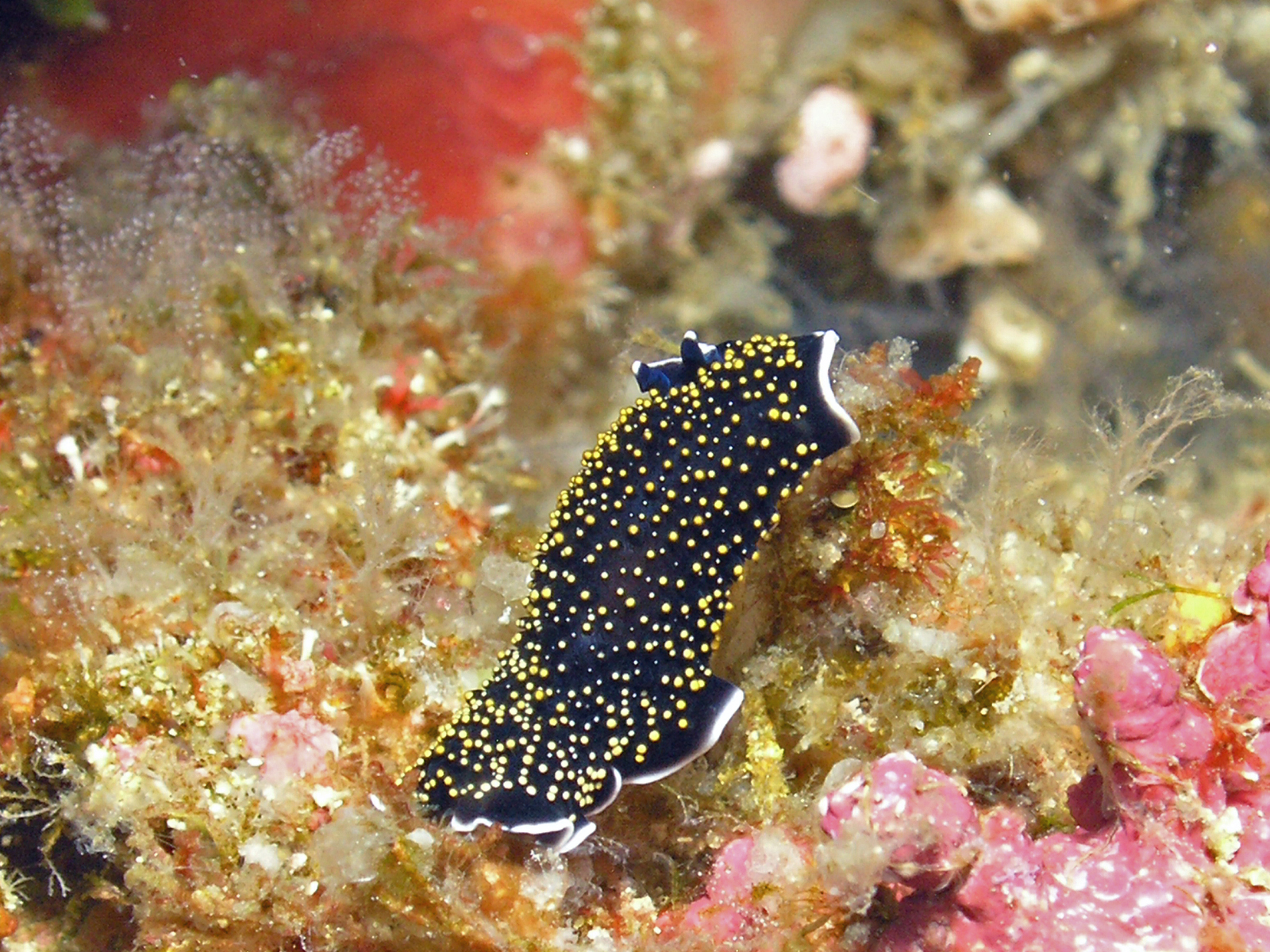
Thysanozoon nigropapillosum (Sulawesi, Indonésie)

## Description

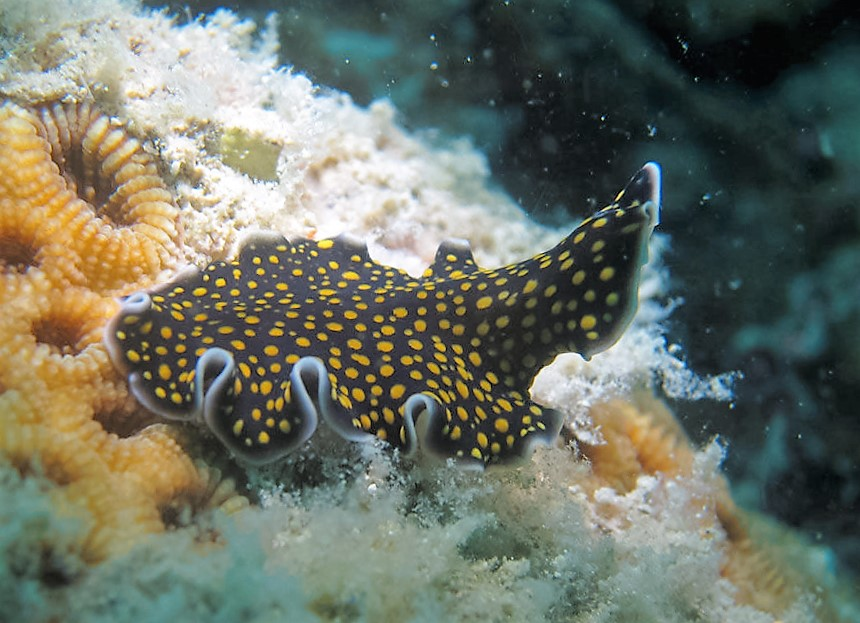
Thysanozoon nigropapillosum (Indonésie)

Thysanozoon nigropapillosum est une espèce qui mesure jusqu'à 80 mm de long. 

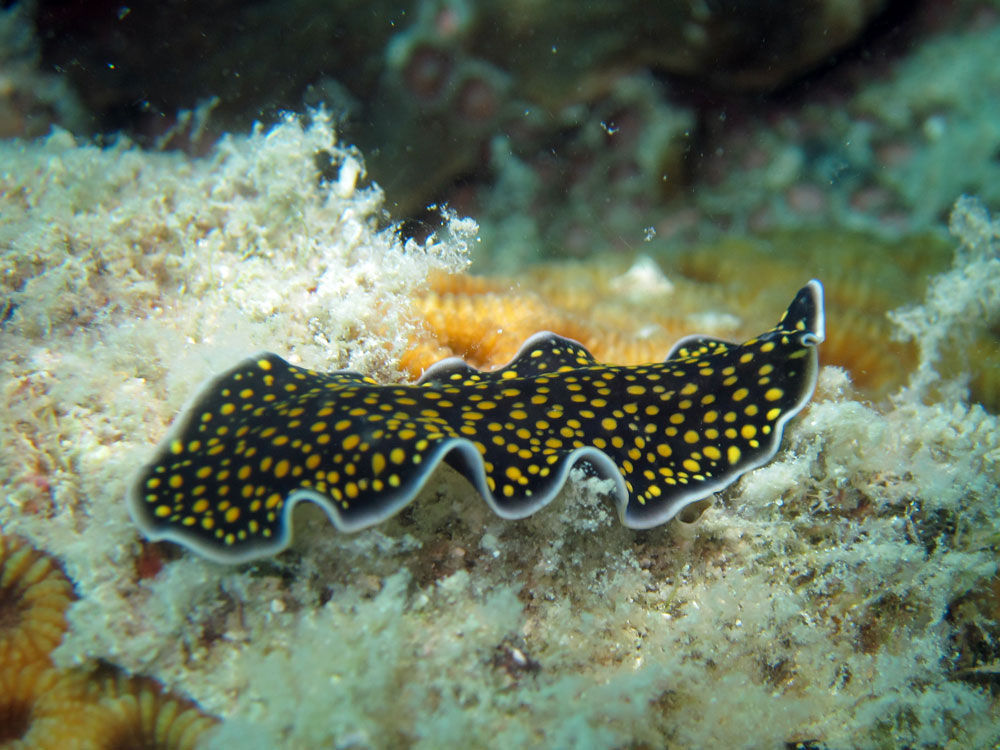
Thysanozoon nigropapillosum

Le corps est long et large avec une surface dorsale noir profond et une surface ventrale brun foncé. La bordure, légèrement ondulée, est d'un blanc vif opaque. La surface dorsale comprend de nombreuses papilles arrondies, à répartition uniforme, à pointes jaunes de différentes tailles,. 
Une paire de pseudo-tentacules plissées en forme d’oreille est placée au milieu de la partie antérieure. Un groupe de taches oculaires cérébrales, disposées en forme de fer à cheval, est présent derrière les pseudo-tentacules mais sont difficilement visibles en raison de la couleur noire du dos.
Le pharynx est simplement plié au niveau antérieur. L'ouverture de la bouche est placée en arrière du milieu du pharynx. Une paire de pores mâles est située derrière le pharynx, suivie de pores femelles médians et d'une ventouse postérieure aux pores femelles. La vésicule séminale est oblongue. Le canal déférent est non ramifié. Le canal éjaculatoire est enroulé. La prostate est ovale. le stylet est long en forme de cône. L'antrum mâle et femelle est peu profond.

## Éthologie

### Comportement

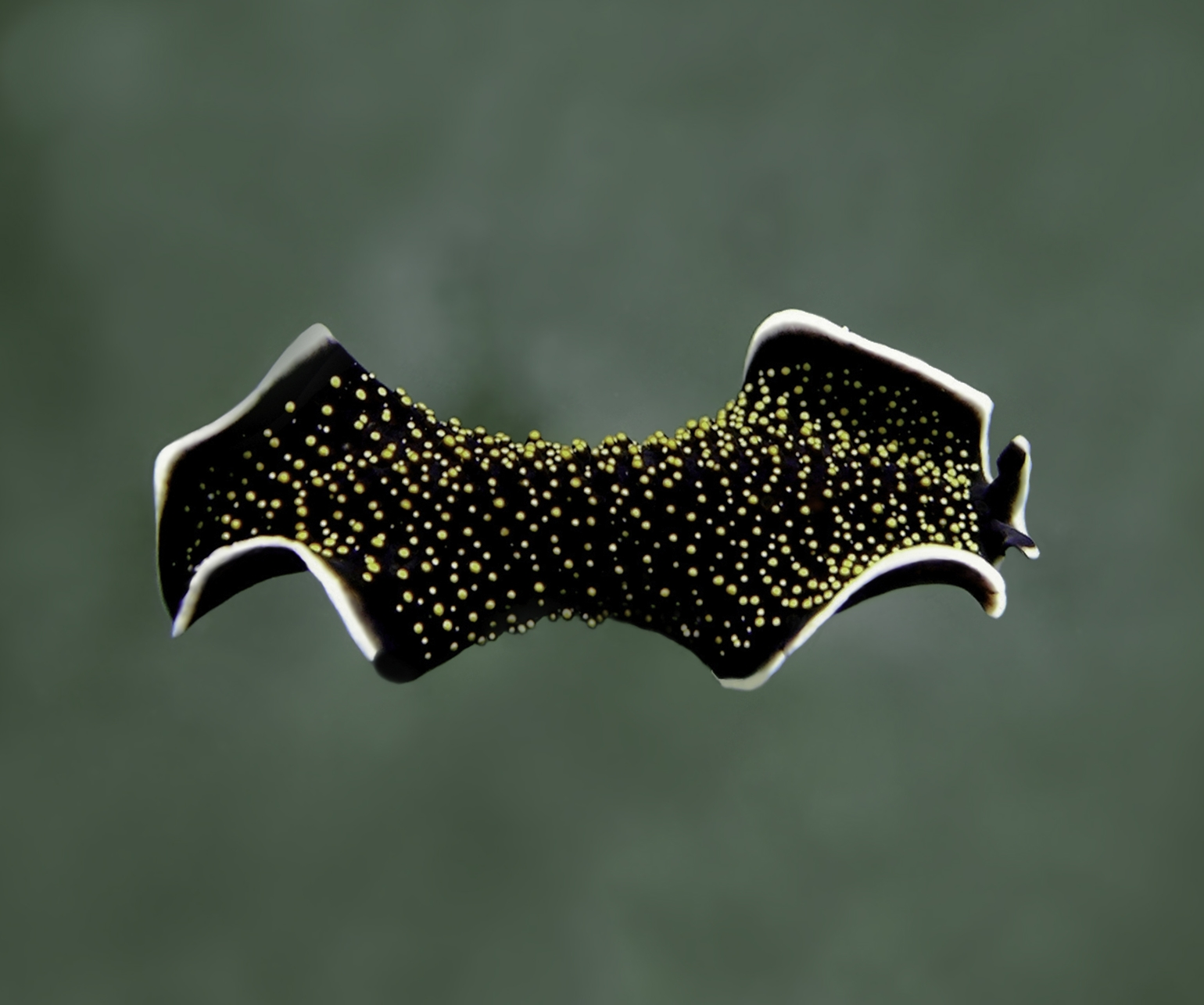
Thysanozoon nigropapillosum nageant à 12 m de profondeur (baie de Manta Ray, Yap, États fédérés de Micronésie).

Cette espèce est rarement observée la nuit. Soumis à des courants forts, ces vers plats peuvent nager rapidement par contractions et ondulation de leur marge corporelle.
[vidéo] Visionner la nage de Thysanozoon nigropapillosum sur Vimeo

### Nutrition
Thysanozoon nigropapillosum se nourrit de tuniciers en utilisant sa bouche. Parce qu'il possède un grand pharynx, il peut engloutir les tuniciers coloniaux comme, par exemple, Didemnum sp..

### Reproduction
Au début de la rencontre, les deux individus, hermaphrodites, s'encerclent l'un l'autre. Ensuite l'un des partenaires étend son double pénis vers l'autre et le saisit à l'aide de celui-ci par le bord latéral comme avec des baguettes. Dans le cas de figure observé, l'insémination est unilatérale et après que le spermatophore est déposé sur l'épiderme, le donneur de sperme part sans recevoir de sperme de son partenaire.

## Habitat et répartition

### Répartition
Cette espèce se rencontre dans l'Océan Indien et l'Ouest de l'Océan Pacifique tropical,. Elle est notamment présente sur les côtes des Maldives, de l'Inde, du Sri Lanka, de Singapour, de Taiwan, de l'Indonésie, de la Nouvelle Guinée, des Îles Salomon, de l'île de Guam, des îles Palaos et de l'atoll d'Ifalik.

### Habitat
Cette espèce est généralement observée dans les eaux côtières du récif à des profondeurs comprises entre 1 et 30 mètres. Elle affectionne la zone continuellement immergée, les mares de l'estran et le dessous des débris.

## Taxononie
Le nom valide complet (avec auteur) de ce taxon est Thysanozoon nigropapillosum (Hyman, 1959).

### Synonymes
Thysanozoon nigropapillosum a pour synonymes :
- Acanthozoon nigropapillosum Hyman, 1959
- Acanthozoon nigropapillosus Hyman, 1959

L'espèce Thysanozoon nigropapillosum a été décrite par la zoologiste américaine Libbie Henrietta Hyman en 1959 sous le protonyme Acanthozoon nigropapillosum, puis transférée dans le genre Thysanozoon par le zoologiste allemand Anno Faubel en 1984.

### Noms vernaculaires
En français, l'espèce peut être appelée Ver plat ciel étoilé (dénomination la plus fréquente), Ver plat à papilles jaunes ou Ver plat à points dorés .

### Espèce similaire
Thysanozoon nigropapillosum est assez similaire à Thysanozoon flavomaculatum qui se rencontre en mer rouge.